# Roccaraso
Roccaraso là một đô thị thuộc tỉnh L'Aquila trong vùng Abruzzo của Ý. Ý. Đô thị này có diện tích 50 km², dân số 1605 người. Các làng trực thuộc: Aremogna, Pietransieri. Các đô thị giáp ranh gồm:
Ateleta, Barrea, Castel di Sangro, pescocostanzo, Rivisondoli, San Pietro Avellana (IS), Scontrone